# Erik Petersen (Politiker)
Erik Petersen (* 22. Januar 1945 in Bremen-Blumenthal) ist ein deutscher Politiker (SPD) und war Mitglied der Bremischen Bürgerschaft. Von 1990 bis 2009 war er Ortsamtsleiter in Bremen-Blumenthal.

## Biografie
Petersen war als kaufmännischer Angestellter in Bremen tätig. Er wurde Mitglied der SPD und war dort im Ortsvereinsvorstand Blumenthal und im Unterbezirk-Nord aktiv sowie als Beisitzer im Landesvorstand der SPD Bremen. Von 1983 bis 1990 war er Mitglied der 11. und 12. Bremischen Bürgerschaft und dort Mitglied verschiedener Deputationen, u. a. für Bau und für Gesundheit. Ihm folgte nach seinem vorzeitigen Ausscheiden im Oktober 1990 Gerda Lehmensiek (SPD).
Er schied aus dem Parlament aus, als er 1990 zum Leiter des Ortsamtes im Stadtteil Blumenthal als Nachfolger von Karl Lüneburg (SPD) gewählt wurde. Bis 2009 nahm er 19 Jahre lang dieses Amt war. Als solcher war er Mitglied in der Arbeitsgemeinschaft Unterweser (AGU), bei der sich die Leiter der drei Nordbremischen Ortsämter (mit 100.000 Einwohnern) und die Bürgermeister von sieben benachbarten Gemeinden trafen. Sein Nachfolger wurde Jörg-Peter Nowack (SPD).